# (38472) 1999 TJ51
1999 TJ51 (asteroide 38472) é um asteroide da cintura principal. Possui uma excentricidade de 0.04233430 e uma inclinação de 9.10475º.
Este asteroide foi descoberto no dia 4 de outubro de 1999 por Spacewatch em Kitt Peak.